# Georg Jacob Kehr
Georg Jacob Kehr (27. Juli 1692 in Schleusingen – 5. Mai 1740 in Sankt Petersburg) war ein deutscher Orientalist, Übersetzer und Numismatiker.

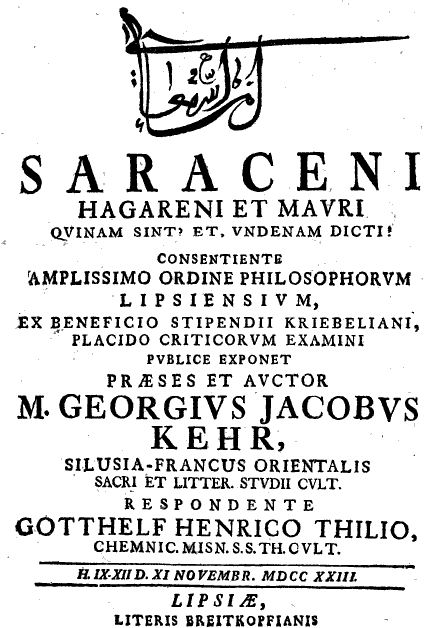
Georg Jacob Kehr: Saraceni Hagareni et Mauri quinam sint et undenam dicti?, Leipzig 1723

## Leben
Kehr konnte als Schüler auf dem Gymnasium in seiner Geburtsstadt Schleusingen außer Latein und Griechisch bereits Hebräisch, Aramäisch und Syrisch lernen. Er studierte ab 1713 an der Universität Halle und verteidigte 1722 seine Magisterarbeit an der Universität Leipzig. Er entwickelt sich zu einem Spezialisten für Arabisch, Persisch und Türkisch.
Nach dem Studium reiste er ab 1719 durch Österreich, das Elsass, die Pfalz und Hessen. Für kurze Zeit war er als Hofmeister bei den Rheingrafen in Hanau tätig. 1722 gelangte er nach Leipzig, von dessen Senat er den Auftrag erhielt, die etwa 300 orientalische Handschriften der Ratsbibliothek zu katalogisieren. Ebenfalls orientalische Handschriften arbeitete er an der Leipziger Universitätsbibliothek auf, unter der Aufsicht von Christian Friedrich Börner. Der Juraprofessor und Ratsherr Johann Jacob Mascov gab ihm die Aufgabe, arabische Münzen aus einem Depotfund zu katalogisieren und zu edieren. In Leipzig bekam er vom Gothaer Bibliothekar Ernst Salomon Cyprian 1724 persönlich eine indische Münze aus dem Münzkabinett des Gothaer Herzogs Friedrich II. zur Ausleihe überreicht. Über diese Silbermünze, als 200-Rupien-Stück 1673 geschlagen vom Großmogul Aurangzeb (1618–1707), beachtliche 11 cm breit, über 2 cm dick und etwa 2,3 Kilogramm schwer, schrieb Kehr die Abhandlung Monarchae Mogoli-Indici vel Mogolis Magni Aurenk Szeb numisma Indo-Persicum (Eine indo-persische Münze des indischen Mogul-Monarchen oder Großmoguls Aurangzeb). Das kleine Buch, gewidmet dem Gothaer Herzog, gilt als erste islamwissenschaftliche Monographie über eine einzelne Münze.
Ab 1727 wirkte Kehr als „öffentlicher Lektor für orientalische Sprachen“ in Leipzig. Auf offizielle Einladung durch den Minister Andrej Osterman beim russischen Botschafter in Berlin, Michail Petrowitsch Bestuschew-Rjumin, in Russland zu arbeiten, kam er im Januar 1732 in Sankt Petersburg an und unterzeichnete im März seine Anstellung als Übersetzer im Kollegium der russischen auswärtigen Angelegenheiten. Im Juni 1732 übernahm er sechs Schüler der Slawisch-Griechisch-Lateinischen Akademie, deren Aufgabe jedoch nicht klar definiert und offiziell dem Kurierdienst zugeordnet war. Zwei dieser Schüler wurden nach Persien geschickt, die anderen vier schickten 1737 einen Protestbrief, um von ihrer Lehre entbunden zu werden, was diesen ersten Versuch einer Schule für orientalische Sprachen in Russland beendete. Einer seiner Entwürfe aus dem Jahr 1733 trug den Titel Academia vel Societas scientiarum atque linguarum orientalium in Imperii Ruthenici emolumentum et gloriam instaurandai. Es war ein Vorgriff auf Sergei Semjonowitsch Uwarows Projekt einer „Asiatischen Akademie“ (1810), ein Jahrhundert später. In Kehrs Projekt werden die Studenten jung ausgewählt, um in der Sprache ausgebildet zu werden, mit einer praktischen Ausrichtung auf den Botschaftsdienst in Persien und an der Pforte. Kehr betont auch die Bedeutung des Studiums der arabischen, persischen, türkischen und tatarischen Chroniken, um sich mit den Ursprüngen der russischen Geschichte auseinanderzusetzen.
Als er 1732 zum Übersetzer am Kollegium für Auswärtige Angelegenheiten ernannt wurde, widmete er sich parallel dazu und später der Übersetzung diplomatischer Dokumente und westlicher Autoren im Auftrag der Russischen Akademie der Wissenschaften. Im Jahr 1735 wurde er von dieser Einrichtung gebeten, einen Katalog von 6000 „tartarischen Münzen“ aus den Sammlungen der Kunstkammer zu erstellen. Zu diesem großen Konvolut überwiegend islamischer Münzen bereitete Kehr eine große lateinischsprachige Abhandlung vor, die 1739 unter dem Titel Sacrae Caesareae Majestati Ruthenorum Thesaurus Orientali plusquam sex milliom antiquorum Numismatum Arabicorum, Tataricorum (...) in einer deutschen Zeitung angekündigt wurde. Zur Fertigstellung und zum Druck dieser Studie kam es nicht mehr; Kehr starb im Mai 1740 im Alter von 47 Jahren.
Ohne jedoch eine Tradition derartiger Studien begründen zu können, spielte Kehr eine Pionierrolle bei der Entstehung der Orientalistik, indem er sich mit der strengen Methode eines Numismatikers und Philologen auf die unveröffentlichten Dokumente konzentrierte, zu denen er Zugang hatte. Als Philologe sind ihm zwei wichtige Entdeckungen zu verdanken: 1724 war er der erste in Europa, der die Kufi-Schrift mit anderen Kursivstilen des Arabischen (nasḫī und andere) verband, indem er 18 Münzen untersuchte. Er war auch der erste europäische Gelehrte, der eine Verbindung zwischen den arabischen und den indischen Zahlen herstellte.